# Hochschule für Grafik und Buchkunst Leipzig

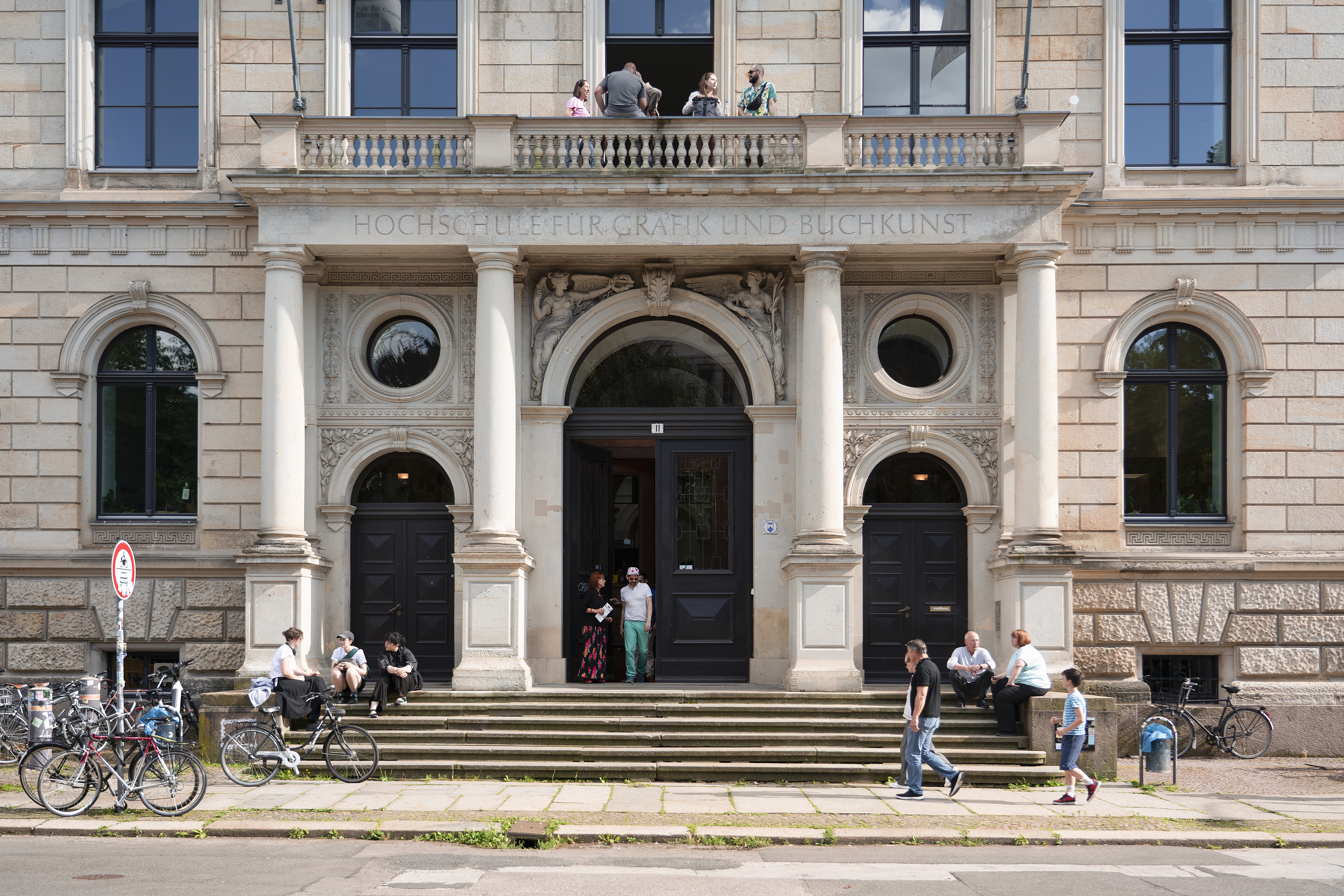
HGB Außenansicht, Wächterstraße 11

Die Hochschule für Grafik und Buchkunst / Academy of Fine Arts Leipzig (HGB) in Leipzig ist mit ihrer Gründung 1764 eine der ältesten staatlichen Kunsthochschulen in Deutschland. Ca. 600 Studenten studieren derzeit in den vier Studiengängen Malerei/Grafik, Buchkunst/Grafik-Design, Fotografie und Medienkunst. Zudem wurde 2009 ein Masterstudiengang Kulturen des Kuratorischen gegründet. Dieses weiterbildende Studienangebot ist in dieser Form in Deutschland einzigartig und verbindet anwendungsorientierte Forschungspraxis mit wissenschaftlicher Reflexion. 2014 feierte sie zusammen mit der gleichzeitig gegründeten Hochschule für Bildende Künste Dresden ihr 250-jähriges Bestehen. Die Galerie der Hochschule fungiert als zentraler Ausstellungsort.

## Geschichte
Am 6. Februar 1764 gründete Prinz Franz Xaver von Sachsen als Administrator für seinen Neffen, den noch unmündigen Kurfürsten von Sachsen Friedrich August III. (1750–1827), in Leipzig eine Akademie für Malerei, die er der Kunstakademie in Dresden unterstellte. Als Gründungsdirektor wurde der Maler Adam Friedrich Oeser berufen, der dieses Amt 35 Jahre lang bis zu seinem Tode 1799 innehatte.
Diese Akademie wurde im Herbst 1764 im Leipziger Amtshaus eröffnet. Im Sommer 1765 zog sie in den Westflügel (sog. Akademieflügel) der kurfürstlichen Pleißenburg um (heute Neues Rathaus). Ab Herbst 1765 gehörte der Jurastudent Johann Wolfgang Goethe zu den sehr interessierten Zeichenschülern von Oeser, und beide blieben auch nach dieser Ausbildungsphase lebenslang miteinander verbunden. Später weitete die Einrichtung sich zur Zeichnungs-, Malerey- und Architectur-Academie (Kunstakademie) aus.
Um 1835 führte die Einrichtung den Namen Akademie der bildenden Künste. Neben dem Direktor gab es einen Lehrer der Architektur und zwei Lehrer der freien Handzeichnung. Der Unterricht war damals kostenlos.
Im Jahr 1863 wurde die Baukunst-Abteilung aufgelöst, die verbliebenen Abteilungen wurden 1871 reorganisiert. In den nachfolgenden 30 Jahren unter dem Direktorat von Ludwig Nieper wurden weitere einschneidende Strukturveränderungen an der Akademie durchgeführt. Ab 1876 trug die Einrichtung den Namen Königliche Kunstakademie und Kunstgewerbeschule. 1893 wurde eine Abteilung für photographische Vervielfältigungsverfahren durch Nieper neu eingerichtet, die zu einer späteren Schwerpunktsetzung der Akademie beitrug. In der Folge schloss Nieper 1894 die Abteilung für architektonisches Kunstgewerbe und 1896 die Abteilung für Bildhauerkunst. In diesen Zeitraum fällt aber auch die Errichtung eines eigenen Neubaus für die Akademie in der Wächterstraße 11 im Zentrum von Leipzig, der bis in die Gegenwart für die ursprüngliche Zweckbestimmung durch die Hochschule für Grafik und Buchkunst (HGB) genutzt wird. Da Ludwig Nieper in Personalunion im Jahre 1875 zugleich Gründungsdirektor der Städtischen Gewerbeschule Leipzig wurde, ließ er deren Schulgebäude daneben in der Wächterstraße 13 neu errichten, ebenfalls bis heute als Schulgebäude von der Hochschule für Technik, Wirtschaft und Kultur (HTWK) genutzt (Wiener-Bau).
Im Jahre 1900 wurde gegen Ende des Direktorats von Ludwig Nieper die Leipziger Akademie in die Königliche Akademie für graphische Künste und Buchgewerbe umgewandelt.
Die Akademie war 1905 die erste Kunsthochschule, die Frauen zum Studium aufnahm, nachdem die Malerin Philippine Wolff-Arndt (1849–1940) den Direktor Max Seliger 1901 davon überzeugt hatte. 1913 studierten mehr Frauen als Männer an der Akademie.
Nach der Auflösung des Königreiches Sachsen und der Bildung des Freistaates Sachsen führte die Leipziger Akademie den Namen Staatliche Akademie für graphische Künste und Buchgewerbe. Im Sommersemester 1938 lernten 286 Studenten an der Kunstakademie. Damit war sie nach Wien (1.005 Studenten) und Berlin (309 Studenten) die drittgrößte Kunsthochschule im Deutschen Reich.

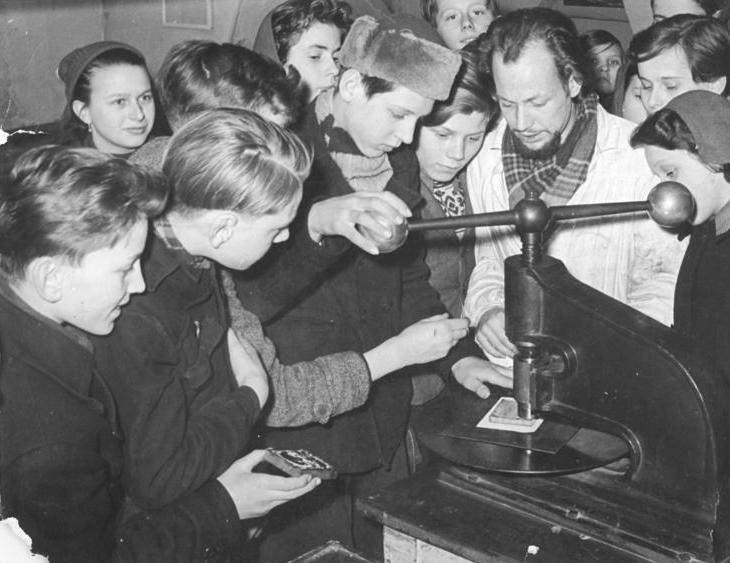
Jugendliche bei einer Besichtigung der Hochschule, 1956

Am 26. April 1947 wurde die Einrichtung unter Kurt Massloff mit einer neuen Ausrichtung in dem traditionsreichen Akademiegebäude Wächterstraße 11 eröffnet. Von 1946 bis 1949 war Walter Arnold Professor an der Hochschule. Der Name Hochschule für Grafik und Buchkunst (HGB) etablierte sich ab 1950.
Es gab an der Schule eine Abendakademie, die von einer bedeutenden Anzahl späterer bildender Künstler besucht wurde.
Ab 1951 lehrte Albert Kapr als Professor für Schrift- und Buchgestaltung. Aufgrund der in der Kunstgeschichte als Leipziger Schule bezeichneten Stilrichtung erlangte die HGB weitreichende nationale und internationale Aufmerksamkeit, die besonders verbunden ist mit Wolfgang Mattheuer, Bernhard Heisig, Werner Tübke, Arno Rink, Sighard Gille u. a.
1989 fand eine Kunstausstellung „225 Jahre HGBK“ statt.
Das Sächsische Hochschulstrukturgesetz vom 10. April 1992 bestätigte die Hochschule für Grafik und Buchkunst in Leipzig, während andere Leipziger Hochschulen nach der Wende aufgelöst oder zusammengelegt wurden.
Unter Kunstkritikern weltweit zählt die HGB zu den für Malerei und Grafik bedeutendsten deutschen Kunsthochschulen (Stand 2008). Maßgeblich zu diesem Status beigetragen hat die sogenannte Neue Leipziger Schule innerhalb der Malerei. Als deren bedeutendster Vertreter gilt der Maler Neo Rauch, der an der Hochschule studierte und später dort als Professor eine Meisterschülerklasse leitete.

## Rektoren
- 1764–1799 Adam Friedrich Oeser
- 1800–1812 Johann Friedrich August Tischbein
- 1814–1841 Veit Hanns Schnorr von Carolsfeld
- 1847–1871 Gustav Jäger
- 1872–1901 Ludwig Nieper
- 1901–1920 Max Seliger
- 1920–1941 Walter Tiemann
- 1940–1945 Arno Drescher
- 1947–1958 Kurt Massloff
- 1959–1961 Albert Kapr
- 1961–1964 Bernhard Heisig
- 1964–1966 Gerhard Kurt Müller
- 1966–1973 Albert Kapr
- 1973–1976 Werner Tübke
- 1976–1987 Bernhard Heisig
- 1987–1994 Arno Rink
- 1994–1997 Albrecht von Bodecker
- 1997–2000 Ruedi Baur
- 2000–2003 Klaus Werner
- 2003–2011 Joachim Brohm
- 2011–2016 Ana Dimke
- 2016–2017 Ralf F. Hartmann (amtierender Rektor)
- 2017–2022 Thomas Locher
- seit März 2023 Agnes Wegner

## Dozenten und Professoren (unvollständig)
- 1774–1803: Johann Heinrich Wiese
- 1875–1896: Melchior zur Strassen
- 1875–1888: August Scheffers
- 1882–1894: Carl Werner
- 1883–1904: Carl Bourdet
- 1893–1919: Erhard Ludewig Winterstein
- 1895–1915: Albrecht Kurzwelly
- 1896–1924: Adolf Lehnert
- 1897:      Max Klinger
- 1903–1940: Bruno Héroux
- 1903–1906: Friedrich Wilhelm Kleukens
- 1904: Otto Richard Bossert
- ab 1905–?: Franz Hein
- ab 1906–?: Georg Belwe
- 1907–1917: Emanuel Goldberg
- 1907–1942: Alois Kolb
- 1907–1937: Paul Horst-Schulze
- 1907–1933: Hugo Steiner-Prag
- ab 1910–?: Hans Soltmann
- 1919–1923: Bruno Eyermann
- 1921–1953: Alfred Thiele
- 1922–1933: Hans Alexander Müller
- 1925–1945: Ignatz Wiemeler
- 1928–1933: Willi Geiger
- 1937– Rudolf Spemann
- 1946–1950: Max Schwimmer
- 1946–1958: Elisabeth Voigt
- 1946–1967: Egon Pruggmayer
- 1950–1965: Karl Krug
- 1952–1985: Walter Schiller
- 1954–1958: Johannes Lebek
- 1954–1990: Heinz Wagner
- 1956–1974: Wolfgang Mattheuer
- 1957–1991: Gerd Thielemann
- 1961–1980: Heinz Föppel
- 1961–1991: Joachim Nusser
- 1962–2001: Rolf Kuhrt
- 1963–1992: Klaus Liebich
- 1963–1989: Horst Thorau
- 1964–1976: Werner Tübke
- 1968–2000: Hildegard Korger[5]
- 1970–2004: Joachim Jansong
- 1974–2008: Ulrich Hachulla
- 1975–1981: Harald Kirschner
- 1976–2004: Karl-Georg Hirsch
- 1977–1989: Horst Arloth
- 1978–2005: Arno Rink
- 1978–2008: Helfried Strauß
- 1979–1983: Hartwig Ebersbach
- 1979–1998: Gert Wunderlich
- 1986–2006: Sighard Gille
- 1986–1992:  Günter Thiele
- 1989–2014: Doris Ziegler
- 1991–1994: Arnd Schultheiß
- seit 1993: Tina Bara
- 1993–2018: Günter Karl Bose
- 1993–2021: Joachim Brohm
- 1993–2023: Dieter Daniels
- 1993–2017: Astrid Klein
- 1993–2007: Timm Rautert
- 1993–2014: Christoph Türcke
- 1995–2004: Ruedi Baur
- 1995–2022: Helmut Mark
- 1997–2021: Alba D’Urbano
- 1997–2005: Volker Pfüller
- 1998–2006: Detlef Fiedler
- 1998–2006: Daniela Haufe
- seit 1999: Beatrice von Bismarck
- 1999–2005: Andreas Brexendorff
- 1999–2005: Gudrun Petersdorff
- seit 2001: Christin Lahr
- 2001–2023: Rayan Abdullah
- seit 2002: Joachim Blank
- 2004–2010: Fritz Best
- seit 2004: Fred Smeijers
- 2004–2021: Ingo Meller
- seit 2005: Michael Mauracher
- 2005–2014: Neo Rauch
- seit 2006: Markus Dreßen
- 2006–2012: Katrin Kunert (Malerin)
- 2006–2010: Yvonne Kuschel
- 2006–2018: Peter Piller
- 2006–2022: Annette Schröter
- 2007–2009: Christopher Muller
- seit 2007: Thomas M. Müller
- 2007–2013: Günther Selichar
- seit 2008: Torsten Hattenkerl
- 2008–2014: Oliver Klimpel
- seit 2009: Annette Kisling
- 2009–2015: Heribert C. Ottersbach
- 2009–2014: Katrin von Maltzahn
- 2009–2015: Thomas Weski
- seit 2010: Oliver Kossack
- 2011–2023: Stephan Müller (Grafikdesigner)
- seit 2011: Heidi Specker
- seit 2012: Jörg Ernert
- seit 2012: Christoph Feist
- 2012–2014: Ruprecht von Kaufmann
- seit 2013: Clemens von Wedemeyer
- seit 2014: Maureen Mooren
- seit 2015: Benjamin Meyer-Krahmer
- seit 2015: Christian Weihrauch
- seit 2015: Marc Rölli
- seit 2016: Steven Black
- 2016–2019: Peggy Buth
- 2016–2022: Christoph Ruckhäberle
- seit 2017: Michael Riedel
- 2018–2021: Özlem Altin
- 2018–2020: Ludovic Balland
- seit 2019: Katrin Köppert
- seit 2020: Stefan Haupt
- seit 2020: Fabian Hesse
- seit 2020: Mitra Wakil
- seit 2021: Anne Speier
- 2021–2022: Loretta Fahrenholz
- seit 2021: Isabel Lewis
- seit 2022: Kerstin Drechsel
- seit 2022: Eli Cortiñas
- 2021–2023: Anja Kaiser
- seit 2023: Anna Lena von Helldorff
- seit 2023: Stine Marie Jacobsen
- seit 2023: Ondřej Báchor
- seit 2023: Jennifer König

## Bekannte Studenten und Absolventen
- Hans Aichinger (* 1959), Maler
- Rozbeh Asmani (* 1983), Medienkünstler
- Emin Barın (1913–1987), türkischer Kalligraph und Buchbinder
- Laura Bielau (* 1981), Künstlerin und Fotografin
- Volkmar Billeb (* 1939), Fotograf
- Thomas Billhardt (1937–2025), Fotograf und Publizist
- Elisabeth Wilhelmine Johanna Bitterling-Wolters (1892–1982), Kunstmalerin
- Christian Borchert (1942–2000)
- Else Bostelmann (1882–1961)
- Marek Brandt (* 1970), Fotograf und Medienkünstler
- Gerhard Brinkmann (1913–1990), Grafiker und Karikaturist
- Georg Brückmann (* 1977), Fotograf
- Max Brüning (1887–1968), Maler und Grafiker
- Carl Gustav Carus (1789–1869), Arzt, Maler und Naturphilosoph
- Hartwig Ebersbach (1940), Maler
- Georg Eckelt (1932–2012), Grafiker und Fotograf
- Tim Eitel (* 1971), Maler
- Klaus Fischer (1934–2009), Fotograf und Buchautor
- Hans Fischerkoesen (1896–1973), Pionier des deutschen Animations- und Werbefilms
- Hans Freese (1886–1966), deutscher Maler, Graphiker, Bühnenbildner und Kunsterzieher
- Julia Friese (* 1979), Grafikerin und Illustratorin
- Lutz Friedel (* 1948), Maler und Bildhauer
- Thomas Gatzemeier (* 1954), Maler, Bildhauer und Schriftsteller
- Günter Glombitza (1938–1984), Maler
- Hans-Hendrik Grimmling (* 1947), Maler, Mit-Initiator des „1. Leipziger Herbstsalons“ 1984, Professor an der Berliner Technischen Kunsthochschule
- Klaus Götze (* 1940), Fotograf, Autor und Buchillustrator
- Ulrich Hachulla (* 1943), Maler und Grafiker, später Professor für Grafik/Radierung an dieser Hochschule
- Hartmut Hahn (* 1971), freischaffender Künstler
- Anna Haifisch (* 1986), Comiczeichnerin und Illustratorin
- Paule Hammer (* 1975), Maler
- Ulrich Häsler (* 1943), Reportagefotograf
- Hannes Hegen (1925–2014), Grafiker und Comiczeichner
- Bernhard Heisig (1925–2011), Maler, später Professor und Rektor an dieser Hochschule
- Felix Heynig (1888–1950), Maler und Zeichner
- Jutta Hipp (1925–2003), Jazz-Pianistin, Malerin, Karikaturistin und Dichterin
- Matthias Hoch (* 1958), bildender Künstler und Fotograf
- Norbert Hornig (1935–2024), Maler und Grafiker
- Heinrich Hußmann (1899–1982), Grafiker und später Professor an den Kölner Werkschulen
- Wiltraud Jasper (1915–1996), Grafikerin und Illustratorin
- Sven Johne (* 1976), Fotograf
- Aris Kalaizis (* 1966), Maler
- Jakob Kirch (* 1980), Grafikdesigner
- Erich Kissing (* 1943), Maler
- Thomas Kläber (* 1955), Fotograf
- Hans-Jochen Knobloch (* 1941), Fotograf, Buchautor
- Georg Koschinski (* 1916), Maler und Grafiker
- Andrej Krementschouk (* 1973), Fotograf
- Rolf Kuhrt (* 1936), Maler, Grafiker und Plastiker, später Professor an dieser Hochschule
- Florian Lamm (* 1984), Grafikdesigner
- Irma Lang-Scheer (1901–1986), akademische Malerin
- Karl-Heinz Lange (1929–2010), Typograf
- Steffen Lange (1931–2006), Grafiker
- Corinne von Lebusa (* 1978), Malerin
- Klaus Liebich (1929–2023), Fotograf
- Walter Libuda (1950–2021), Maler und Bildhauer
- Rosa Loy (* 1958), Malerin und Grafikerin
- Ute Mahler (1949), Fotografin
- Werner Mahler (1950), Fotograf
- Olaf Martens (* 1963), Fotograf
- Wolfgang Mattheuer (1927–2004), Maler und Grafiker, später Professor an dieser Hochschule
- Hans Mau (1915–1989), Grafiker und Maler
- Josef Georg Miller (1905–1983), Maler
- Reinhard Minkewitz (* 1957), Maler und Grafiker
- Michael Morgner (* 1942), freischaffender Künstler
- Bastian Muhr (* 1981), Maler und Grafiker
- Jürgen Nagel (* 1942), Fotografiker
- Sebastian Nebe (* 1982), Maler
- Lothar Otto (1932–2019), Grafiker, Buchillustrator, Karikaturist im Eulenspiegel und im Nebelspalter
- Werner Petzold (1940–2023), Grafiker, Maler und Dozent
- Wolfgang Peuker (1945–2001), Maler, später Dozent an dieser Hochschule
- e.o.plauen (1903–1944), Illustrator, Comiczeichner und Karikaturist
- Julius Popp (* 1973), Medienkünstler
- Egon Pukall (1934–1989), Maler und Grafiker
- Neo Rauch (* 1960), Maler und später Professor für Malerei in Leipzig
- Johann Christian Reinhart (1761–1847), Maler, Zeichner und Radierer
- Evelyn Richter (1930–2021), Fotografin
- Dietmar Riemann (* 1950), Fotograf und Autor
- Arno Rink (1940–2017), Maler, Zeichner, später Professor und Rektor an dieser Hochschule
- Ricarda Roggan (* 1972), Fotografin
- Renate Rössing (1929–2005), Fotografin
- Roger Rössing (1929–2006), Fotograf
- Günter Rössler (1926–2012), Fotograf
- Christoph Ruckhäberle (* 1972), Maler
- Jürgen Schäfer (Maler)
- Marie Luise Scherer (1903–1980),  Malerin und Illustratorin
- Walter Schiller (1920–2008), Typograf
- Hans-Hermann Schlicker (1928–2020), Grafiker, Maler und Buchillustrator
- Hermann Schlittgen (1859–1930), Maler, Zeichner, Karikaturist der Münchner Fliegenden Blätter
- David Schnell (* 1971), Maler
- Arnd Schultheiß (1930–2021), Maler und Grafiker, später Dozent an dieser Hochschule
- Gundula Schulze Eldowy (* 1954), Fotografin
- Gerhard Stauf (1924–1996), Grafiker, Illustrator und Kupferstecher
- Michael Triegel (* 1968), Maler, Zeichner und Grafiker
- Jan Tschichold (1902–1974), Kalligraf, Typograf und Autor; einer der Wortführer der Neuen Typografie
- Werner Tübke (1929–2004), Maler und Grafiker, später Professor und Rektor an dieser Hochschule
- Stefan-Thomas Wagner (* 1951), Maler
- Ulla Walter (* 1955), Malerin, Grafikerin, Bildhauerin
- Erich Waschneck (1887–1970), Kameramann, Filmregisseur, Drehbuchautor und Filmproduzent
- Clemens von Wedemeyer (* 1974), Filmemacher
- Michael Weimer (* 1946), Fotograf
- Matthias Weischer (* 1973), Maler
- Jürgen Wittdorf (1932–2018), Maler und Grafiker
- Georgios Wlachopoulos  (* 1939), Maler
- Heinz Zander (1939–2024), Maler, Zeichner, Grafiker, Illustrator und Schriftsteller
- Tobias Zielony (* 1973), Fotograf

## Partnerhochschulen
- Glasgow School of Art (Großbritannien)
- Camberwell College of Arts (Großbritannien)
- Finnish Academy of Fine Arts (Finnland)
- École nationale supérieure des beaux-arts de Lyon (ENSBA) (Frankreich)
- École nationale supérieure des arts décoratifs de Paris (ENSAD) (Frankreich)
- École nationale supérieure d’arts de Paris-Cergy (ENSAPC) (Frankreich)
- isdaT – institut supérieur des arts de Toulouse (Frankreich)
- École des Beaux-Arts Straßburg (Frankreich)
- Villa Arson / École nationale supérieur d’art (Frankreich)
- LUCA School of Arts (Belgien)
- École nationale supérieure des arts visuels de La Cambre (Belgien)
- Koninklijke Academie voor Schone Kunsten (Belgien)
- Gerrit Rietveld Academie (Niederlande)
- Det Kongelige Danske Kunstakademi (Dänemark)
- National College of Art and Design (Dublin)
- Listaháskóli Íslands (Island)
- Bezalel Academy of Arts and Design Jerusalem (Israel)
- Accademia di Belle Arti di Brera (Italien)
- Accademia di Belle Arti di Napoli (Italien)
- Conservatorio di Musica Licinio Refice (Italien)
- Accademia di Belle Arti di Roma (Italien)
- Istituto Superiore Industrie Artistiche – ISIA (Italien)
- Academy of Fine Arts – University of Zagreb (Kroatien)
- Latvijas Mākslas akadēmija (Lettland)
- Vilniaus dailės akademija (Litauen)
- Kunst- og designhøgskolen i Bergen (Norwegen)
- Kunsthøgskolen i Oslo (Norwegen)
- Kungliga Konsthögskolan Stockholm (Schweden)
- Hochschule Luzern Design und Kunst (Schweiz)
- Zürcher Hochschule der Künste (Schweiz)
- Haute école d’art et de design Genève (Schweiz)
- Faculty of Fine Arts – University of Barcelona (Spanien)
- Akademia Sztuk Pięknych im. Jana Matejki w Krakowie (Polen)
- Akademia Sztuk Pięknych w Warszawie (Polen)
- Akademie der bildenden Künste (Österreich)
- Die Angewandte / Universität für angewandte Kunst (Österreich)
- Vysoká škola umělecko-průmyslová (VŠUP) (Tschechien)
- Universitatea Nationala de Arte Bucuresti (Rumänien)
- Univerza v Ljubljani (Slowenien)
- Magyar Képzőművészeti Egyetem (Ungarn)